# XLRQ (航空機)

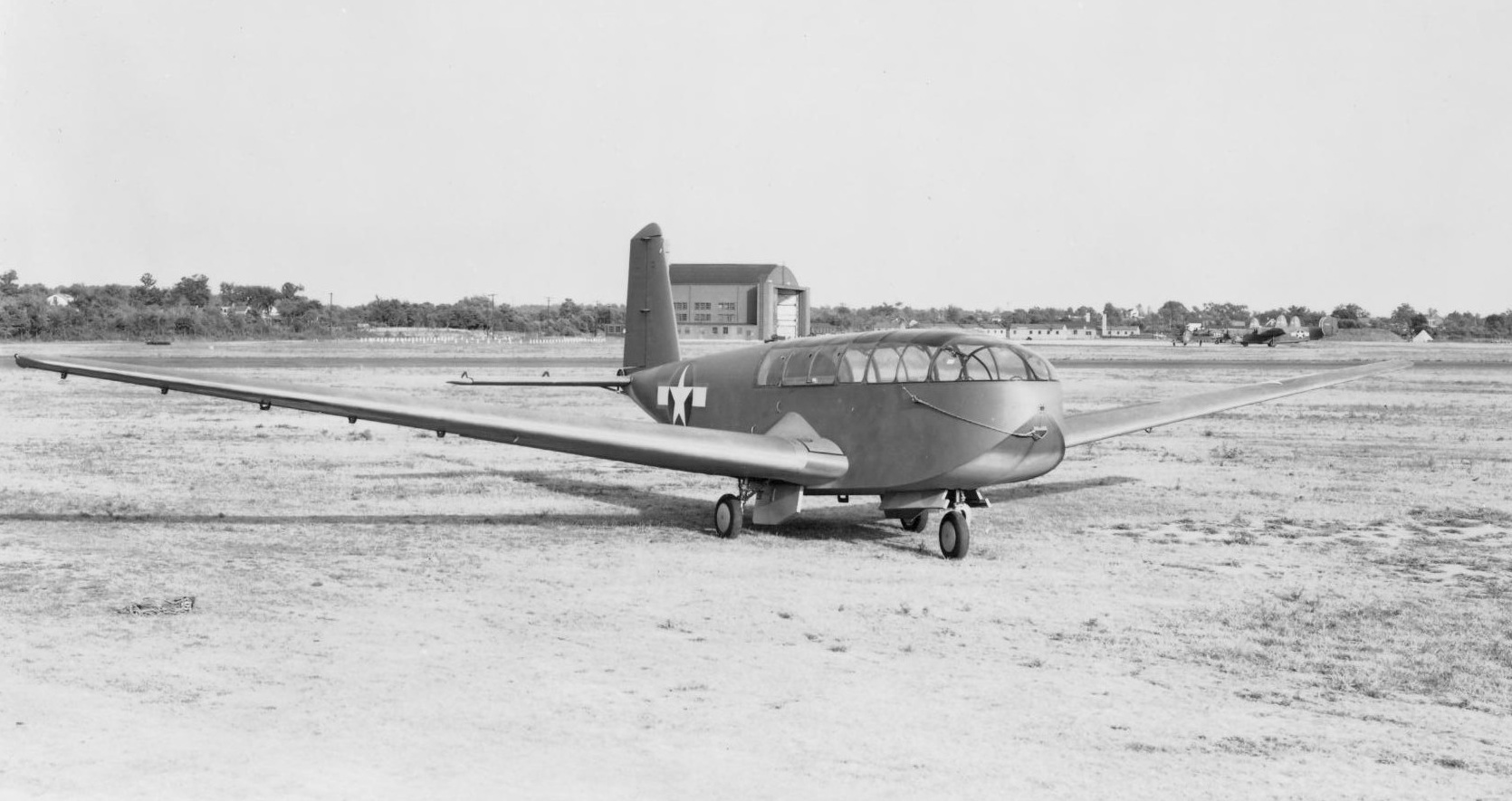
Bristol XLRQ-1

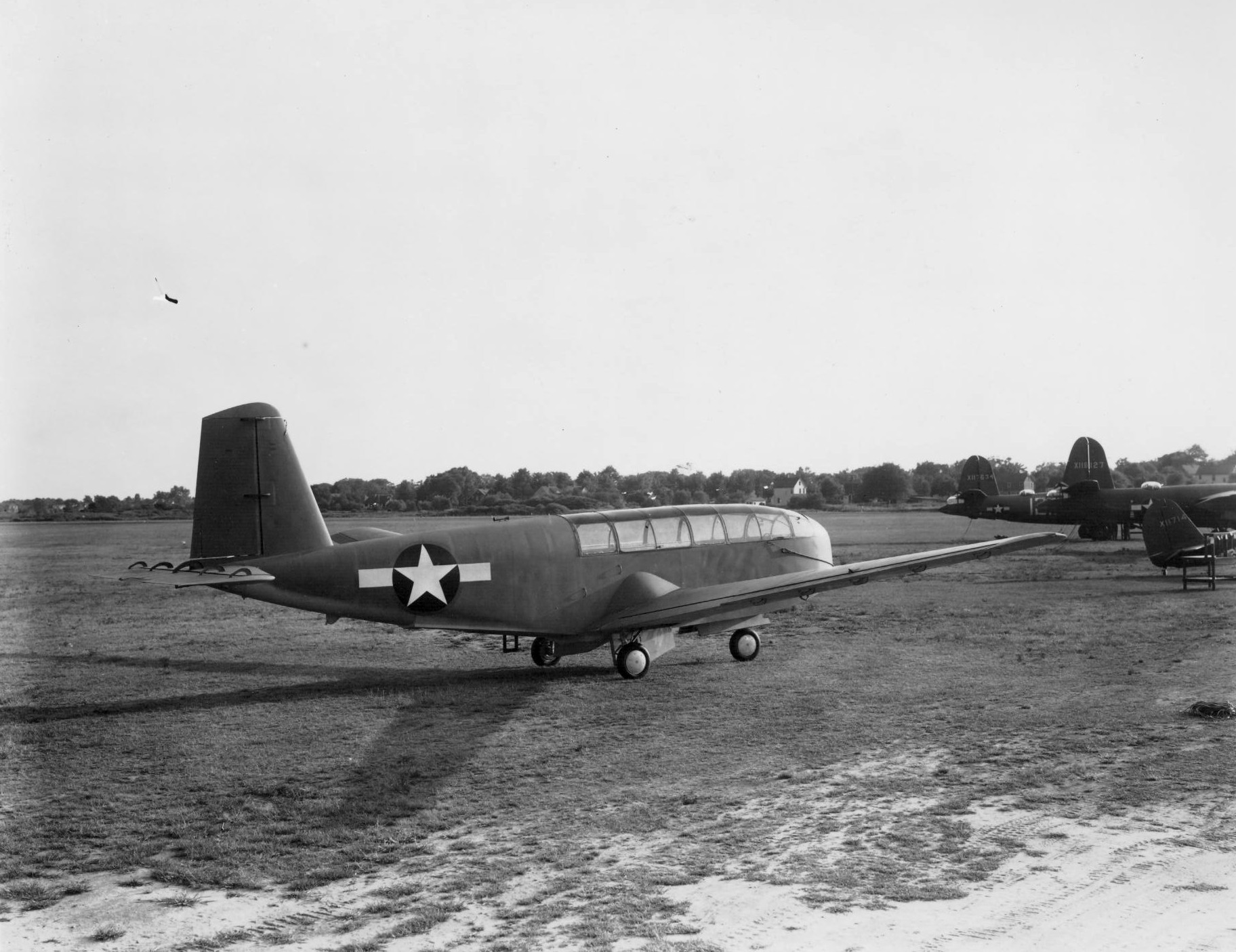
Bristol XLRQ-1 in 1943.

ブリストル XLRQ（Bristol XLRQ）は、1940年代はじめに開発されたアメリカ合衆国の水陸両用の12人乗りの輸送グライダー（軍用グライダー）。アメリカ合衆国、コネチカット州のブリストル・エアロノーティカルで製造された。1942年から1943年の間にアメリカ海兵隊のために開発されたが、1943年に開発中止となり、2機が製作されたのみで終わった。

## 概要
ドイツ軍の輸送用グライダーの成功によって、1941年5月からアメリカ海軍と海兵隊は輸送用グライダーの開発を開始した。12人乗りと24人乗りのグライダーが計画され、海軍航空工廠（Naval Aircraft Factory ）は既存のグライダーの設計を流用して木製またはプラスチック製のグライダーを要求した。武装した一連隊分の兵士715名を輸送するに必要な機数を配備する構想であった。飛行艇コンソリデーテッド PBYによってグライダーを牽引する構想であった。
1942年に海兵隊はサウスカロライナ州パリス島のページ基地にグライダー部隊を設立し、シュワイザー LNS-1やプラット-リード LNE-1、後にエアロンカ LNR-1などのグライダーで訓練を始めた。牽引には練習機N.A.F. N3Nや水陸両用機グラマン J2Fが用いられた。
海軍は海岸制圧を想定した12人乗りのグライダーの試作機をアライド・アヴィエーションとブリストルに、それぞれXLRA-1、XLRQ-1として発注した。設計的には成功し、それぞれ100機が発注された。海軍航空工廠でもLRN-1としてライセンス生産が計画された。
ブリストルに対して発注された4機の試作機のうち2機が完成した。引き込み脚で水上に着水することができた。
太平洋の防備された島の海岸をグライダーで制圧するのは現実性がないと判断され、1943年に開発計画は中止された。